# Kolozsvári Protestáns Teológiai Intézet könyvtára

## Története
1895-ben az Erdélyi Református Egyházkerület létrehozta Kolozsváron a Református Theológiai Fakultást, és megkezdődött a könyvtár kialakítása is. A nagy múltú erdélyi református kollégiumi könyvtárak árnyékában a nulláról induló gyűjtemény viszonylag hamar felzárkózott a kapott könyvadományok és a célirányos beszerzés révén.
1948-ban állami kényszer hatására létrejött az Egyetemi Fokú Protestáns Teológiai Intézet, amely egyesítette az evangélikus, unitárius és református teológiai fakultásokat. Az állammal hozott egyezség révén az Intézet könyvtárát – a többi egyházi könyvtártól eltérően – nem államosították.
1956-ben az állomány meghaladta az 50.000 kötetet, időközben továbbra is több jelentős hagyaték és gyűjtemény érkezett intézményektől és magánszemélyektől. A kommunizmust a könyvtár is megsínylette: főleg az utolsó éveiben érdemi szakmai munka nem folyt, az állománynak az egyetemi oktatásban használt kötetei voltak lényegében csak hozzáférhetők, a gyűjteményt használni nem lehetett, külföldi beszerzésre nem volt lehetőség, hazai egyházi könyvkiadás pedig gyakorlatilag nem volt.
1990 után a könyvtári tevékenységek is fellendültek. A rendszermegingást követő kezdeti lelkesedés könyvszállítmányokat, polcokat és egyéb felszereléseket hozott, a gyűjtemény bővülése miatt átszervezési munkák kezdődtek, számítógépes nyilvántartás készült. Az állomány a külföldről kapott, de nagyon sok esetben nem gyűjtőkörbe tartozó, vagy idejétmúlt könyvekkel közel 100.000 kötetre duzzadt.
2000 után egy átfogó átszervezési munka indult meg, ami magába foglalta az állomány teljes revízióját, duplumszűrést, különgyűjtemények kialakítását, a muzeális állomány preventív konzerválását, részleges restaurálását, digitalizálást, a könyvtári terek és bútorzat felújítását, az infrastruktúra megújítását.
2005-ben a Corvina integrált könyvtári rendszer használatával megkezdődött az állomány katalogizálása, alapot adva több jelentős hazai és külföldi könyvtárral és intézménnyel való együttműködésre.
2014-ben két raktárteremet kiállítótérré és látványraktárrá alakítottak át, ezek révén a könyvtár bekapcsolódott az erdélyi egyházi turizmus vérkeringésébe, ill. iskolás csoportoknak tartanak tárlatvezetéseket és bemutatókat.
Az elmúlt években több jelentős könyvgyűjtemény került a könyvtárba. Ilyen pl. az Erdélyi Református Egyházkerület Belmissziói Intézetének közel 16.000 kötetes könyvtára, és a Diaszpóra Alapítvány könyvanyaga. Ezek mellett számos hazai és külföldi teológiai tanár, lelkész és magánszemély könyvtára került részben vagy egészben a gyűjteménybe.
A könyvtár jelenleg a román jogrend értelmében nyilvános magánkönyvtár státuszban működik, fenntartója a Kolozsvári Protestáns Teológiai Intézet, állami támogatást nem kap. Négy könyvtáros dolgozik teljes munkaidőben.
A könyvtár 120 éves jubileuma alkalmából 2015-ben új honlap készült, és létrejött egy digitális archívum is. Kizárólag erdélyi protestáns teológiai anyagok hozzáférését biztosítja, ezen belül is elsődlegesen az Intézet meghatározó tanárainak a munkásságát, erdélyi protestáns egyházi periodikákat, valamint az egyházkerületekre vonatkozó hivatalos anyagokat.
A könyvtár napjainkban több funkciót tölt be egyszerre: egyetemi könyvtárként biztosítja a romániai református, lutheránus és unitárius egyházak lelkészképzéséhez, oktató, nevelői munkájához a szakirodalmi hátteret; dokumentációs könyvtárként a romániai magyar protestáns egyházak teljes könyvanyagát gyűjti; és jelentős muzeális állományával pedig érdekességeket kínál tudományos kutatóknak és turistáknak egyaránt.